# Vasco Lourenço

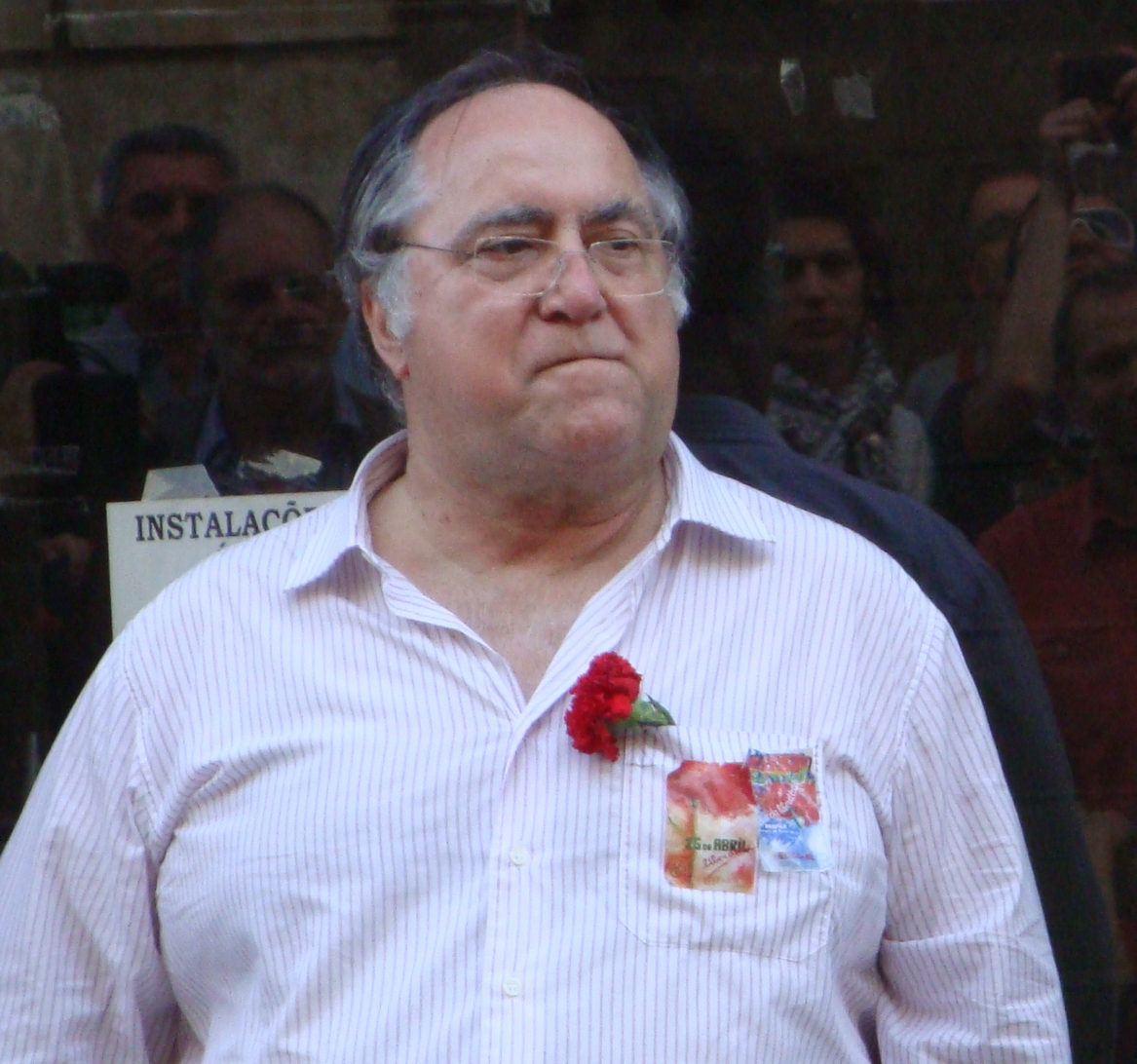
Vasco Lourenço 2010

Vasco Correia Lourenço (* 19. Juni 1942 in Castelo Branco) ist ein portugiesischer Reserveoffizier, der der politischen Kommission des Movimento das Forças Armadas (MFA) in der Zeit der Nelkenrevolution angehörte.
1960 trat er in die Portugiesische Militärakademie ein. Seine Waffengattung war die Infanterie, für die er im Portugiesischen Kolonialkrieg von 1969 bis 1971 in Guinea-Bissau im Einsatz war.
Am 25. April 1974 befand er sich als Capitão auf den Azoren. Als aktives Mitglied des Movimento dos Capitães gehörte er der politischen Kommission des MFA an. Aus dieser Funktion wurde er am 24. Juli 1974 für den Staatsrat nominiert; später wechselte er zur informellen Struktur des Rates der Zwanzig und am 14. März 1975 wurde er Mitglied des Revolutionsrates, Funktionen, die er bis zu seinem Ausscheiden 1982 innehatte.
Mit seiner Pensionierung als Tenente-coronel am 20. April 1988 wurde Vasco Lourenço Reserveoffizier. Seit ihrer Gründung ist er Mitglied der Geschäftsführung der Vereinigung 25. April.